# Antonio Meli Lupi di Soragna
Antonio Meli Lupi di Soragna (Milano, 23 gennaio 1885 – Vigatto, 24 agosto 1971) è stato un ufficiale e diplomatico italiano, sottoscrisse, a nome dello Stato italiano, il Trattato di Parigi fra l'Italia e le potenze alleate (1947).

## Biografia

### Origini familiari e carriera militare

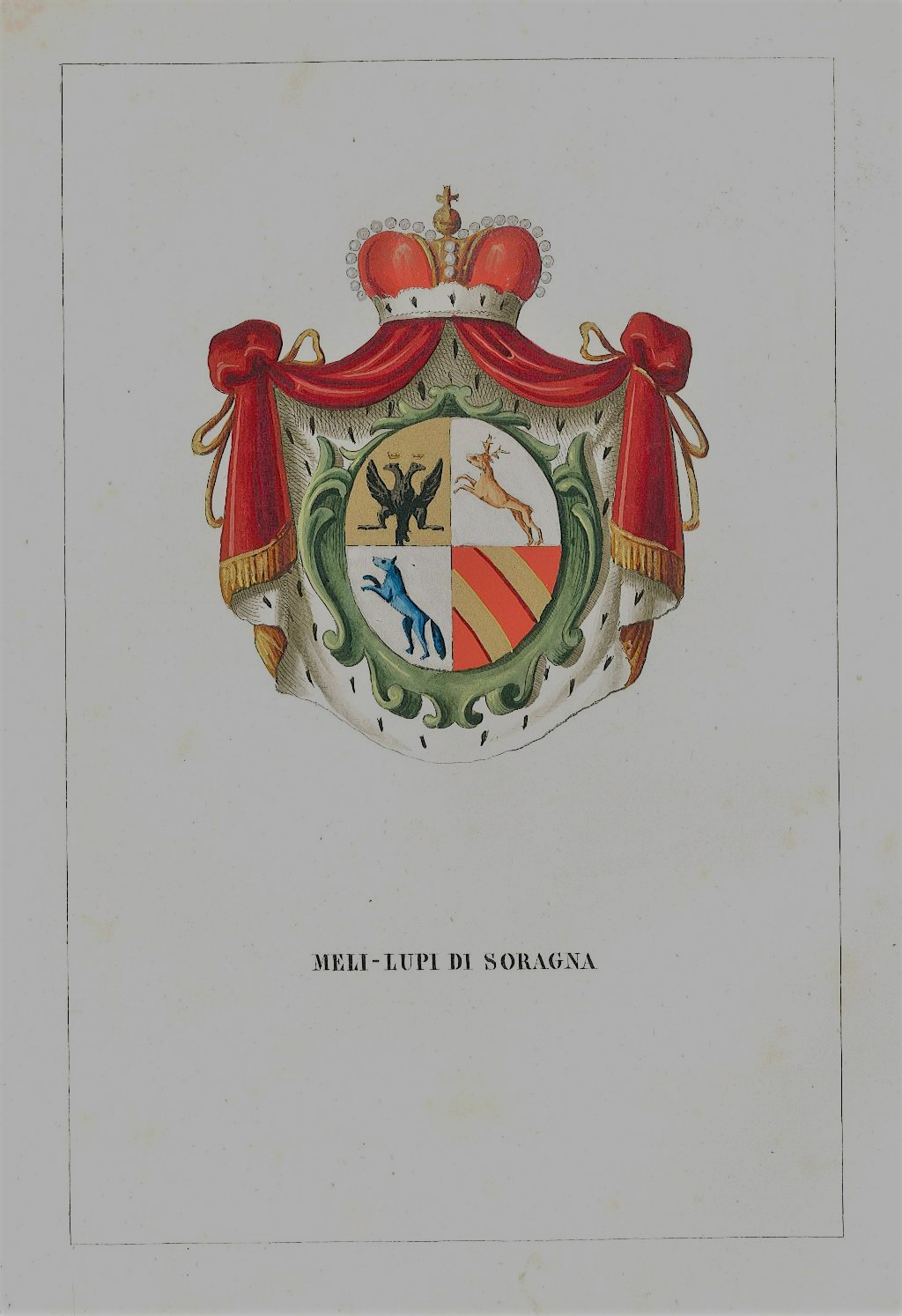
Arma dei Meli Lupi

Antonio Meli Lupi di Soragna Tarasconi, figlio di Luigi Lupo, discendeva da un'antica famiglia aristocratica che vantava numerosi titoli nobiliari degli stati pre-unitari, riconosciuti dal Regno d'Italia nel 1890 (marchese, conte, nobile di Bologna, nobile dei principi del SRI di Soragna e patrizio veneto).
Il 19 novembre 1904 si arruolò come volontario nella carriera militare; il 1º maggio 1906 fu promosso sottotenente di complemento. Nel frattempo conseguì la laurea in giurisprudenza presso l'università di Genova (1907). Nel 1912 fu promosso tenente. Partecipò alla prima guerra mondiale come ufficiale degli Uffici I.T.O. d'armata (Servizi d'informazione territoriale) di Tullio Marchetti e Cesare Pettorelli Lalatta Finzi. Il 31 agosto 1916 fu promosso capitano.
Alla fine della prima guerra mondiale fu collocato nella riserva con il grado di maggiore di cavalleria ed entrò nella carriera diplomatica. Nel 1925, sposò a Roma la danese Elsa Maria Fisher.

### Carriera diplomatica
Nel 1920, Lupi di Soragna fu destinato a Costantinopoli; nel 1926, a Bucarest per pochi mesi, poi a Vienna, sino al 1927. L'anno dopo venne promosso consigliere d'ambasciata per meriti eccezionali.
Dal 6 novembre all'8 dicembre 1928 Lupi fu inviato in missione speciale in Albania. Rientrato al Ministero degli esteri, venne trasferito ufficialmente a Tirana, nel maggio del 1930, con credenziali di inviato straordinario e ministro plenipotenziario. In tale carica fu assai attivo per favorire l'ingresso dell'Albania nella sfera d'influenza italiana.
Il 20 maggio 1935, fu a Ginevra in qualità di delegato aggiunto dell'Italia alla sessione straordinaria della Società delle Nazioni. Al rientro, venne destinato a Stoccolma. Rimase in Svezia quattro anni, poi fu collocato a riposo per ragioni di servizio con il titolo onorifico di inviato straordinario e ministro plenipotenziario di 1ª classe.

### La firma del Trattato di Parigi (1947)
All'indomani della seconda guerra mondiale, il 1º febbraio 1946, Soragna fu richiamato in servizio, non essendosi compromesso con il regime fascista. In luglio fu nominato segretario generale della delegazione italiana presso la conferenza di pace di Parigi.
Il 7 febbraio 1947 ricevette dal Ministro degli Esteri Carlo Sforza la disposizione di firmare il Trattato di Pace fra l'Italia e le potenze alleate, con l'espressa condizione che l'efficacia di tale firma fosse subordinata alla ratifica da parte dell'Assemblea Costituente. Tale compito gli venne affidato in qualità di semplice funzionario e non di politico, per conferire al gesto il basso profilo di un adempimento meramente formale.
Inviato a Parigi come plenipotenziario, l'anziano diplomatico firmò il testo del Trattato alle ore 11,15 del 10 febbraio, nella Sala dell'Orologio del Quai d'Orsay e, in mancanza di un sigillo della Repubblica Italiana da apporre sulla ceralacca, vi lasciò l'impronta del suo anello con lo stemma gentilizio.

### Soragna rappresentante presso la Santa Sede
Il 1º marzo 1948, Lupi di Soragna assunse l'incarico di rappresentante italiano presso la Santa Sede. La sua missione fu estremamente utile al Governo De Gasperi per conoscere il punto di vista vaticano sulle linee di politica estera che si intendeva attuare nel breve e medio periodo.
Nell'agosto del 1948, infatti, Soragna ebbe, con il pro-segretario di Stato cardinale Domenico Tardini, un colloquio di cui mise prontamente al corrente il ministro Sforza. Tardini, infatti, pur confermando il placet del Pontefice Pio XII circa le iniziative degli Stati Uniti nei confronti del blocco comunista, esprimeva le sue riserve sull'appena stipulato Trattato di Bruxelles (il patto di autodifesa collettiva firmato da Regno Unito, Francia, Belgio, Paesi Bassi e Lussemburgo il 17 marzo 1948) e auspicava il mantenimento della neutralità da parte dello Stato italiano. Il rapporto di Soragna fu importante per far comprendere al Presidente del Consiglio quanto fosse necessario un intervento incisivo verso la Santa Sede, onde evitare una paradossale convergenza tra il neutralismo dei partiti social-comunisti e le componenti della Democrazia Cristiana maggiormente legate al Vaticano, relativamente al coinvolgimento dell'Italia nell'Alleanza Atlantica. Tale intervento fu effettuato dallo stesso ministro Sforza, nel colloquio segreto che ebbe con il Pontefice a Castelgandolfo nell'imminenza delle feste natalizie. Il risultato fu decisamente favorevole alla linea atlantista, alla luce del contenuto del discorso pronunciato da Pio XII nella vigilia di Natale del 1948: «La vera cristiana volontà di pace è forza, non debolezza o stanca rassegnazione. Essa è tutt'uno con la volontà di pace dell'eterno e onnipotente Dio. Ogni guerra di aggressione contro quei beni, che l'ordinamento divino della pace obbliga incondizionatamente a rispettare e a garantire, e quindi anche a proteggere e a difendere, è peccato, delitto, attentato contro la maestà di Dio creatore e ordinatore del mondo. Un popolo minacciato o già vittima di una ingiusta aggressione, se vuole pensare ed agire cristianamente, non può rimanere in una indifferenza passiva; tanto più la solidarietà della famiglia dei popoli interdice agli altri di comportarsi come semplici spettatori in un atteggiamento d'impassibile neutralità».
Nel gennaio del 1950, Soragna fu collocato a riposo per avanzata età ed anzianità di servizio ma rimase a dirigere l'ambasciata presso la Santa Sede sino al 24 aprile 1952. In questo breve intermezzo fu incaricato, in via assolutamente riservata e straordinaria, di effettuare quattro colloqui (luglio-agosto 1951) con i rappresentanti del governo iugoslavo per la risoluzione della questione triestina. I colloqui non ebbero esito immediato, ma furono importanti per la risoluzione del problema, che si sarebbe attuata tre anni dopo con il Memorandum di Londra (5 ottobre 1954).